# Wilhelm Helms

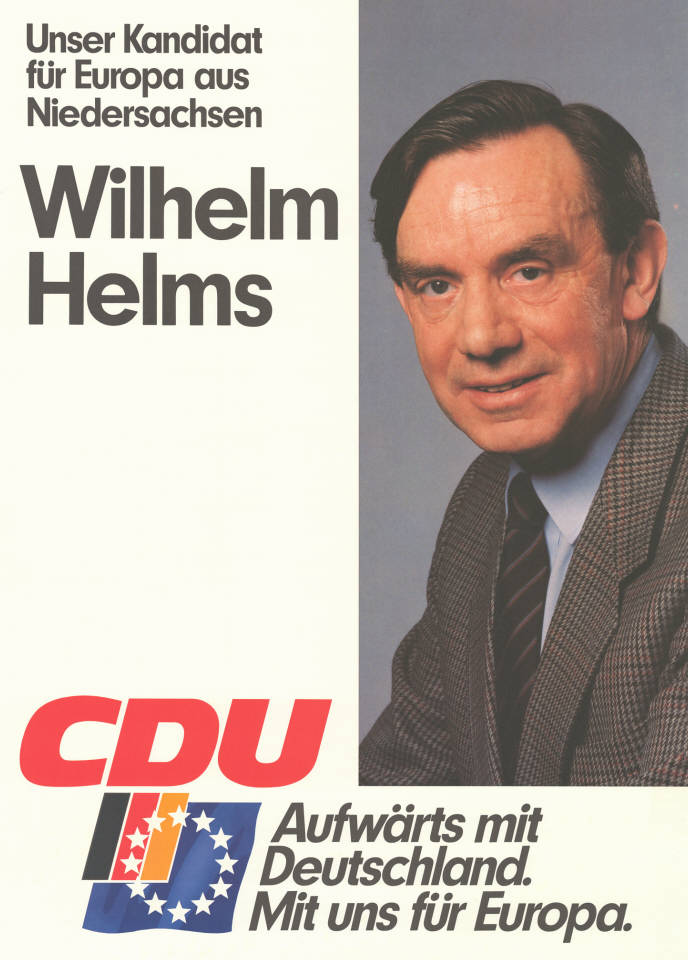
Kandidatenplakat Wilhelm Helms’ zur Europawahl 1984

Wilhelm Helms (* 19. Dezember 1923 in Bissenhausen, Gemeinde Heiligenloh, Kreis Syke; † 8. Dezember 2019 in Vechta) war ein deutscher Politiker (DP, FDP und CDU).

## Leben
Nach dem Abitur wurde Helms zum Kriegsdienst eingezogen und diente von 1942 bis 1945 in der Wehrmacht.
Nach dem Krieg absolvierte er eine landwirtschaftliche Lehre und übernahm 1948 den Hof seiner Eltern. Ab 1956 war Helms Gemeinderat in Heiligenloh. Von 1961 bis 1972 war er dort Bürgermeister und hatte zugleich ein Kreistagsmandat. Von 1964 bis 1968 war er Landrat der Grafschaft Hoya.
Bis 1962 war Helms Mitglied der Deutschen Partei. 1963 trat er der FDP bei. Er wurde Vorsitzender des Bezirksverbandes Elbe-Weser und zog bei der Bundestagswahl 1969 über die Landesliste der FDP Niedersachsen in den Deutschen Bundestag ein. Nach dieser Wahl kam erstmals eine Sozialliberale Koalition an die Regierung.
Am 23. April 1972 trat Helms im Zuge einer weite Teile der damaligen Gesellschaft spaltenden Diskussion um die Ostverträge aus der FDP-Fraktion aus. Er äußerte, er sehe die „liberale Eigenständigkeit“ der FDP nicht mehr als gegeben an. Dieser und andere Parteiübertritte ermutigten die CDU/CSU-Fraktion, am 24. April 1972 den Antrag auf ein konstruktives Misstrauensvotum gegen Willy Brandt zugunsten von Rainer Barzel zu stellen.  Da Helms sowie zwei weitere FDP-Abgeordnete sofort nach dem Scheitern des Misstrauensvotums klargestellt hatten, dass sie für den Antrag votiert hatten, mussten zwei Parlamentarier der Union Barzel ihre Stimme verweigert haben. Ab dem 5. Mai 1972 war Helms Gast der CDU/CSU-Fraktion und schied nach den vorgezogenen Neuwahlen im Herbst 1972 aus dem Bundestag aus.
Von 1979 bis 1984 war Helms dann für die CDU Mitglied des ersten Europäischen Parlaments. Dort war er für die EVP-Fraktion von 1979 bis 1984 Mitglied des Landwirtschaftsausschusses und von 1980 bis 1981 Mitglied im Ausschuss für Verkehr. Von 1983 bis 1984 war er zudem stellvertretender Vorsitzender der Delegation für die Beziehungen zu Kanada.

## Sonstiges
Helms klagte vor dem Münchner Landgericht gegen eine Passage in Brandts Memoiren, wonach er Brandt im Vier-Augen-Gespräch „mit Tränen in den Augen“ gestanden habe, er werde „wegen des Hofes“ mit der CDU-Opposition gegen Brandt stimmen und erreichte eine einstweilige Verfügung, mit der die weitere Auslieferung des Buches gestoppt wurde.
In zweiter Instanz gab das Münchner Oberlandesgericht Brandt recht; Brandt habe „glaubhaft gemacht“, dass seine Schilderung zutreffend sei. Jedoch verzichtete Brandt bei den weiteren Auflagen auf die Erwähnung des Gesprächs am 28. April 1972 und sogar auf die Nennung von Helms.
Eine Passage in Arnulf Barings Buch "Machtwechsel", in der der Autor behauptete, Helms habe sich zur Stimmenthaltung beim Mistrauensvotum gegen Brandt bekannt, ließ er durch einstweilige Verfügung verbieten.